# Mario Aparicio
Pour les articles homonymes, voir Aparicio.
Aparicio  Muñoz est un nom espagnol. Le premier nom de famille, en général paternel, est Aparicio ; le second, en général maternel, souvent omis, est Muñoz.
Mario Aparicio Muñoz (né le 23 avril 2000 à Aranda de Duero) est un coureur cycliste espagnol.

## Biographie

### Carrière amateur
Mario Aparicio commence le cyclisme au Club Ciclista Arandino. Dans les catégories de jeunes, il court pendant plusieurs années dans l'équipe Bici Aranda, elle-même liée au club de sa commune natale. En 2016, il est sacré champion régional de Castille-et-León chez les cadets (moins de 17 ans). 
Il se révèle aux yeux des suiveurs espagnols en 2017, lors sa première année chez les juniors (moins de 19 ans). En juin, il remporte une étape de la Vuelta al Besaya, course par étapes réputée chez les jeunes en Espagne, avec l'équipe MMR Academy. Dans la foulée, il s'impose sur l'étape inaugurale de la Bizkaiko Itzulia, au sommet de La Arboleda, après avoir rattrapé puis lâché Remco Evenepoel, échappé depuis plus de 30 kilomètres,. Au classement général, il se classe finalement cinquième, derrière quatre futurs coureurs professionnels : Ben Healy, Remco Evenepoel, Oier Lazkano et Mark Donovan. En aout, il participe aux championnats d'Europe de Herning, où il abandonne. Il termine également troisième du championnat d'Espagne juniors à Valladolid.
En 2018, il remporte l'étape reine de la Vuelta a la Ribera del Duero et le classement final du Tour de Valladolid. Il décide ensuite de rejoindre l'équipe Gomur-Cantabria Infinita en 2019, pour son passage chez les espoirs (moins de 23 ans).  En 2020, il se fait remarquer lors du Circuito Guadiana, manche de la Coupe d'Espagne amateurs, en remportant les classements de la montagne et des metas volantes, après une longue échappée.

### Carrière professionnelle
Il passe professionnel en 2021 au sein de l'équipe Burgos BH, qui l'engage pour deux ans.

## Palmarès et résultats

### Palmarès par année
- 2017
  - 3e étape de la Vuelta al Besaya
  - 1re étape de la Bizkaiko Itzulia
  - 3e du championnat d'Espagne sur route juniors
- 2018
  - 4e étape de la Vuelta a la Ribera del Duero
  - Tour de Valladolid
  - 3e du Challenge Montaña Central de Asturias Junior
- 2023
  - 1re étape (a) du Grand Prix Beiras et Serra da Estrela (contre-la-montre par équipes)
- 2024
  - 4e étape du Sharjah Tour
  - 4e étape du Tour du lac Qinghai
- 2025
  - 1re étape du Sharjah Tour

### Classements mondiaux
| Année                                 | 2022  | 2023 | 2024 |
| ------------------------------------- | ----- | ---- | ---- |
| Classement mondial                    | 1455e | 914e | 405e |
| UCI Europe Tour                       | 991e  | nc   | nc   |
|                                       |       |      |      |
| Légende : nc = non classéSource : UCI |       |      |      |